# Франко, Гильермо
Гилье́рмо Фра́нко (исп. Guillermo Luis Franco Farquarson; 3 ноября 1976, Корриентес, Аргентина) — мексиканский футболист аргентинского происхождения, завершивший карьеру. В прошлом нападающий сборной Мексики.

## Карьера
Гильермо Франко имеет аргентинское и мексиканское гражданства. Первым клубом в профессиональной карьере нападающего стал аргентинский «Сан-Лоренцо». За 6 лет он успел сыграть 94 матча, в которых забил 23 гола.
В 2002-м году Франко стал игроком в мексиканском клубе «Монтеррей». Самым удачным сезоном в этом клубе стал сезон 2002-03, в котором он забил 15 голов в 16 матчах. Гильермо вместе с клубом «Монтеррей» выиграл чемпионат Мексики. В составе «Монтеррей» он сыграл 119 матчей и забил 63 гола.
Перед стартом сезона 2006/07 Франко перешёл в «Вильярреал». В дебютном сезоне в составе испанского клуба мексиканец сыграл 27 матчей, в которых забил всего лишь два гола. В следующем сезоне место в стартовом составе было ему обеспечено.
В 2009 году Гильермо перешёл в лондонский клуб «Вест Хэм», подписав договор сроком на один год.
14 сентября 2012 года перешёл в американский клуб «Чикаго Файр». 21 января 2013 года клуб заявил о непродлении контракта Франко на новый сезон.
29 января 2013 года Гильермо Франко заявил о завершении своей футбольной карьеры.

## Сборная
Уроженец Аргентины, Франко переехал в Мексику в 2002 году и в 2004-м получил мексиканское гражданство. За сборную Мексики Гильермо сыграл 25 матчей и забил 8 голов. В сентябре 2010 года, после выступления на ЧМ-2010, Франко объявил о завершении карьеры в национальной сборной.

## Достижения

### Клубные
Монтеррей
- Чемпионы Мексики: Клаусура 2003